# Iberus gualtieranus

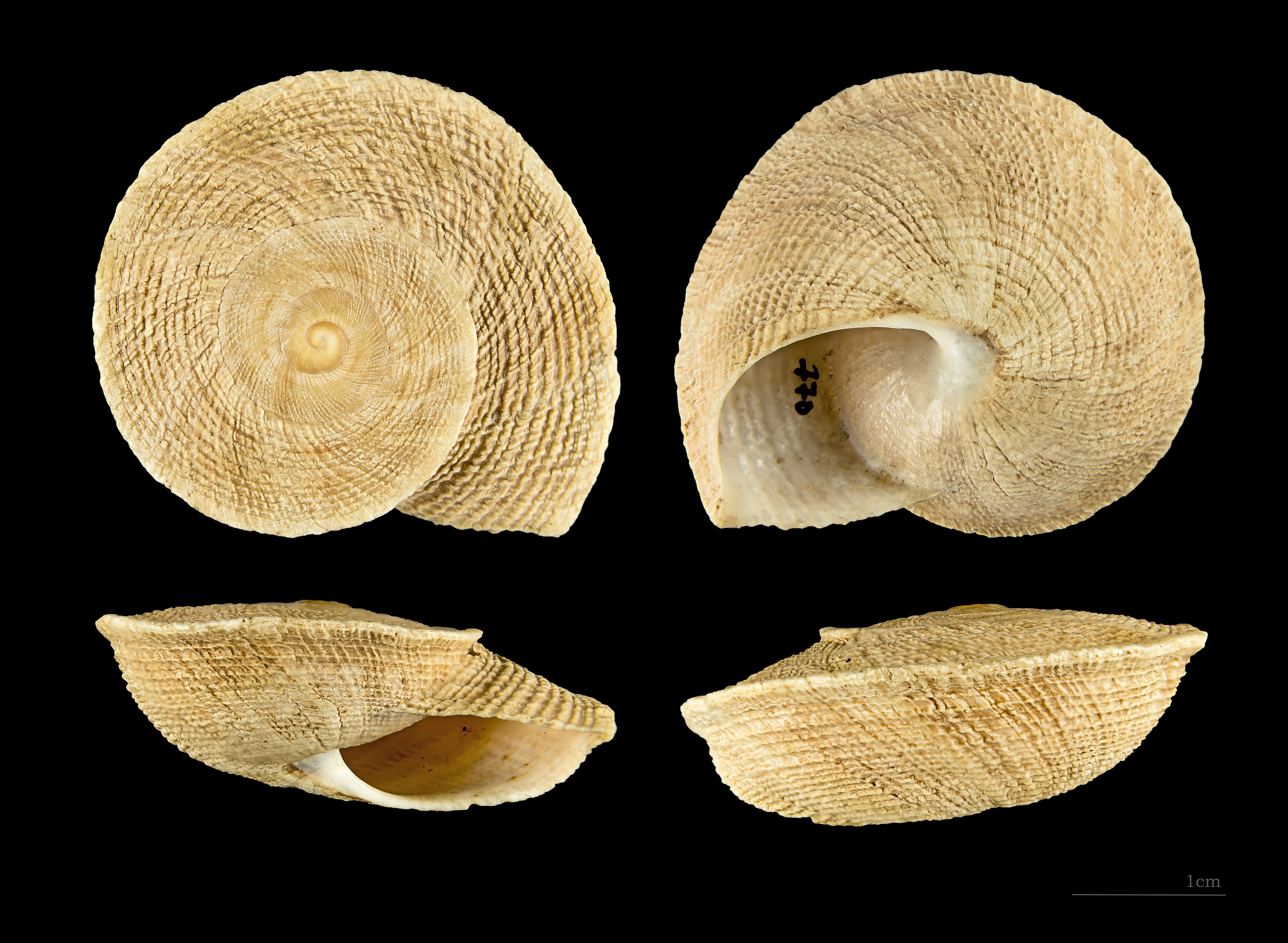
Iberus gualtieranus gualterianus

Iberus gualtieranus é uma espécie de gastrópode da família Helicidae.
É endémica de Espanha.

## subespécies
- Iberus gualtieranus alonensis
- Iberus gualtieranus campesinus
- Iberus gualtieranus carthaginiensis
- Iberus gualtieranus gualterianus
- Iberus gualtieranus mariae
- Iberus gualtieranus posthumus
- Iberus gualtieranus rhodopeplus